# Jokkmokk (obec)
Obec Jokkmokk (švédsky Jokkmokks kommun) je samosprávné území v kraji Norrbotten ve Švédsku, v historické provincii Laponsko. Rozlohou jde o druhou největší obec ve Švédsku, zároveň však patří k nejméně zalidněným. Správním sídlem je městečko Jokkmokk.
Obcí prochází severní polární kruh, který jižně od Jokkmokku přetíná mezinárodní silnici E45.